# Kerens
La ville de Kerens est située dans le comté de Navarro, dans l’État du Texas, aux États-Unis. Elle comptait 1 681 habitants lors du recensement de 2010.

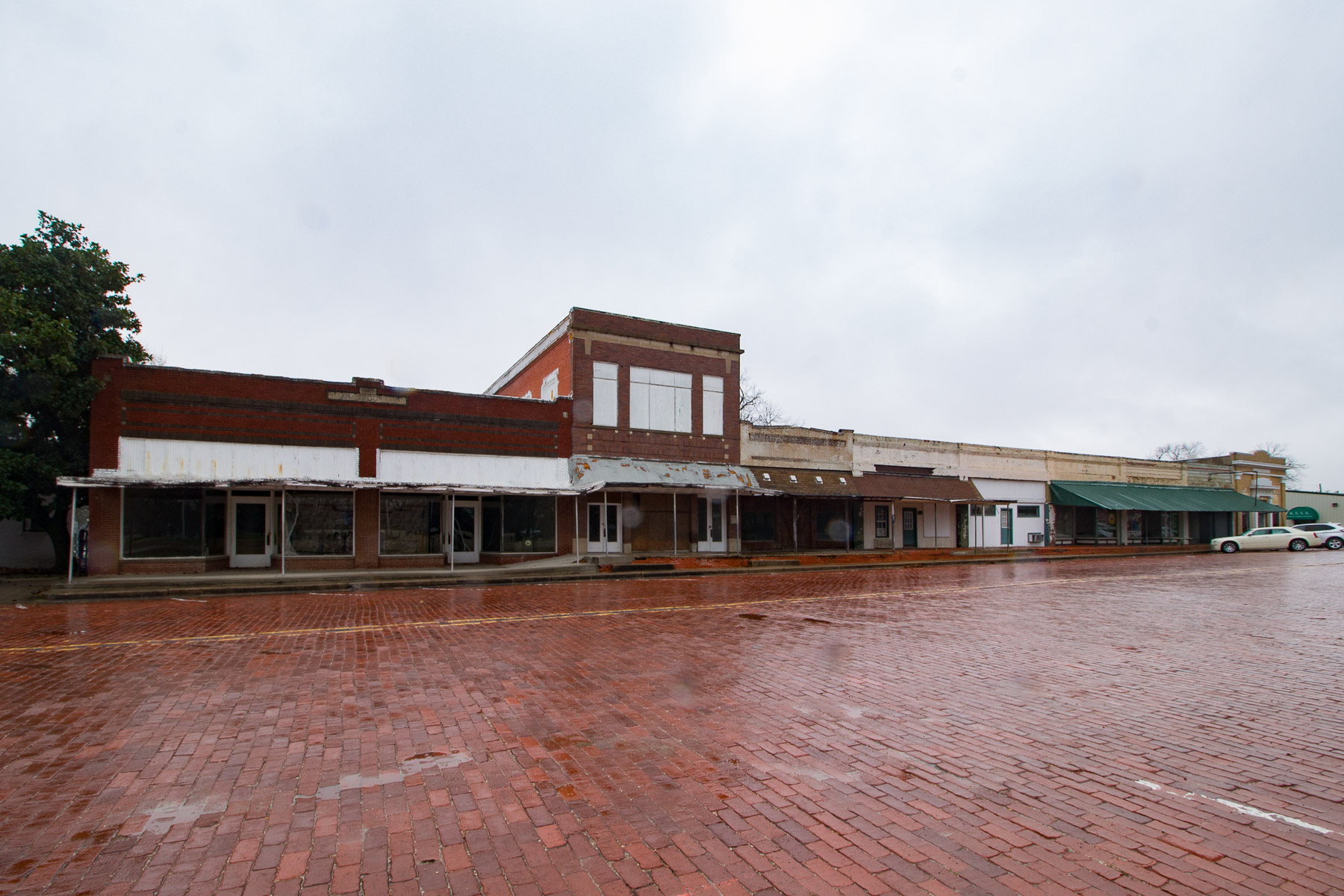
Centre-ville de Kerens

## Source
- (en) Cet article est partiellement ou en totalité issu de l’article de Wikipédia en anglais intitulé « Kerens, Texas » (voir la liste des auteurs).